# Paulia caespitosa
Paulia caespitosa är en lavart som beskrevs av Tretiach & Henssen. Paulia caespitosa ingår i släktet Paulia och familjen Lichinaceae.   Inga underarter finns listade i Catalogue of Life.